# Taraxacum baeckiiforme
Taraxacum baeckiiforme — вид квіткових рослин з родини айстрових (Asteraceae). Вид зростає в Європі: Німеччина, Польща, Чехія; це багаторічна рослина помірних біомів.

## Середовище проживання
Воліє рости на багатих поживними речовинами рудеральних луках (узбіччя доріг і узбіччя), на луках і пасовищах, на перелогах і на полях або поблизу них.

## Біоморфологічна характеристика
Ця багаторічна трав'яниста рослина має вузькі, без країв, виступаючі вбік зовнішні приквітки, рожево-червоні, злегка крилаті черешки та вузькі, виступаючі бічні частки листя, розділені чітко розвиненими чорно-фіолетовими міжчастками. Цвіте приблизно з середини до кінця квітня, а в теплі роки трохи раніше. 2n = 24.

## Галерея

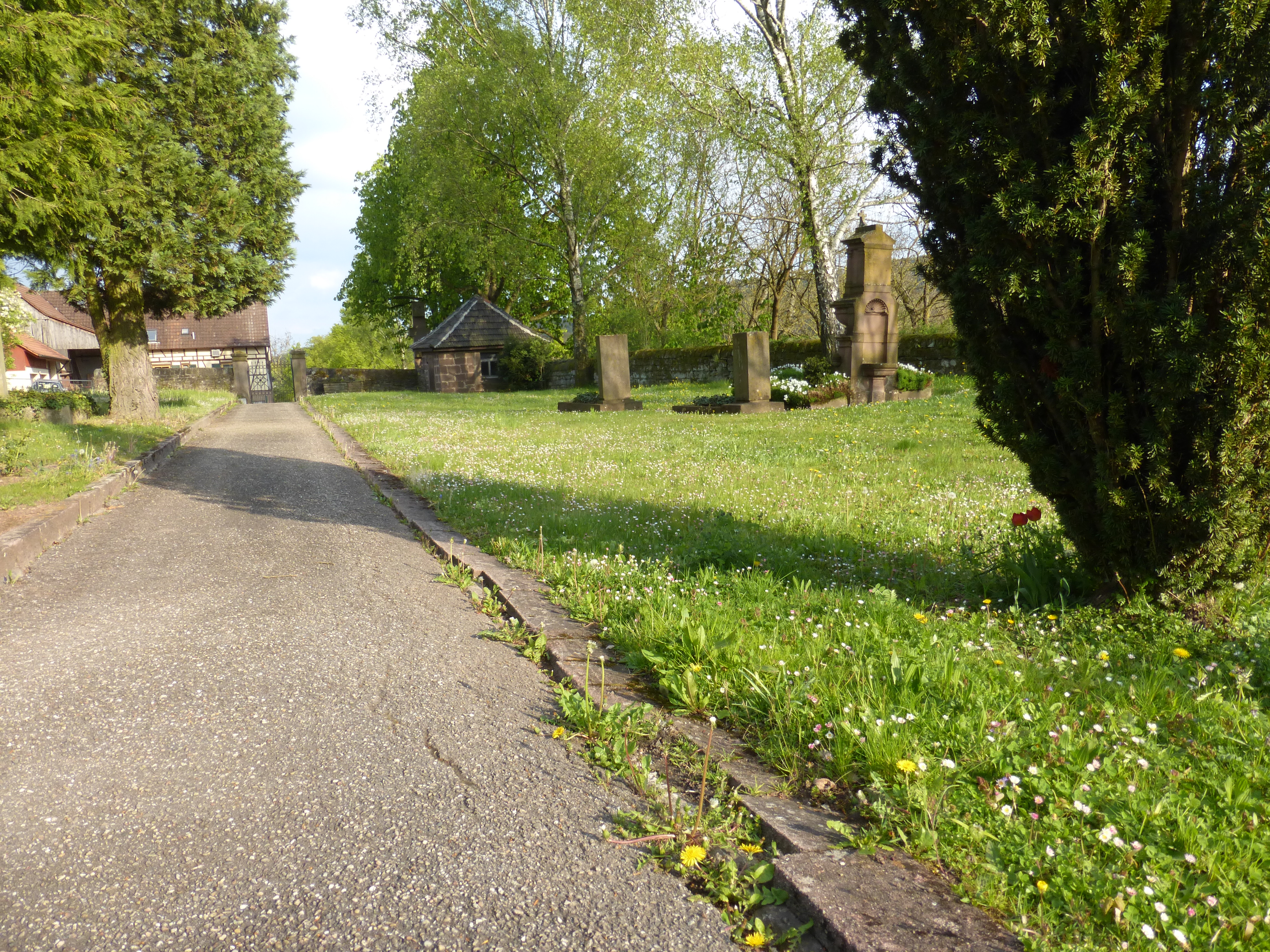
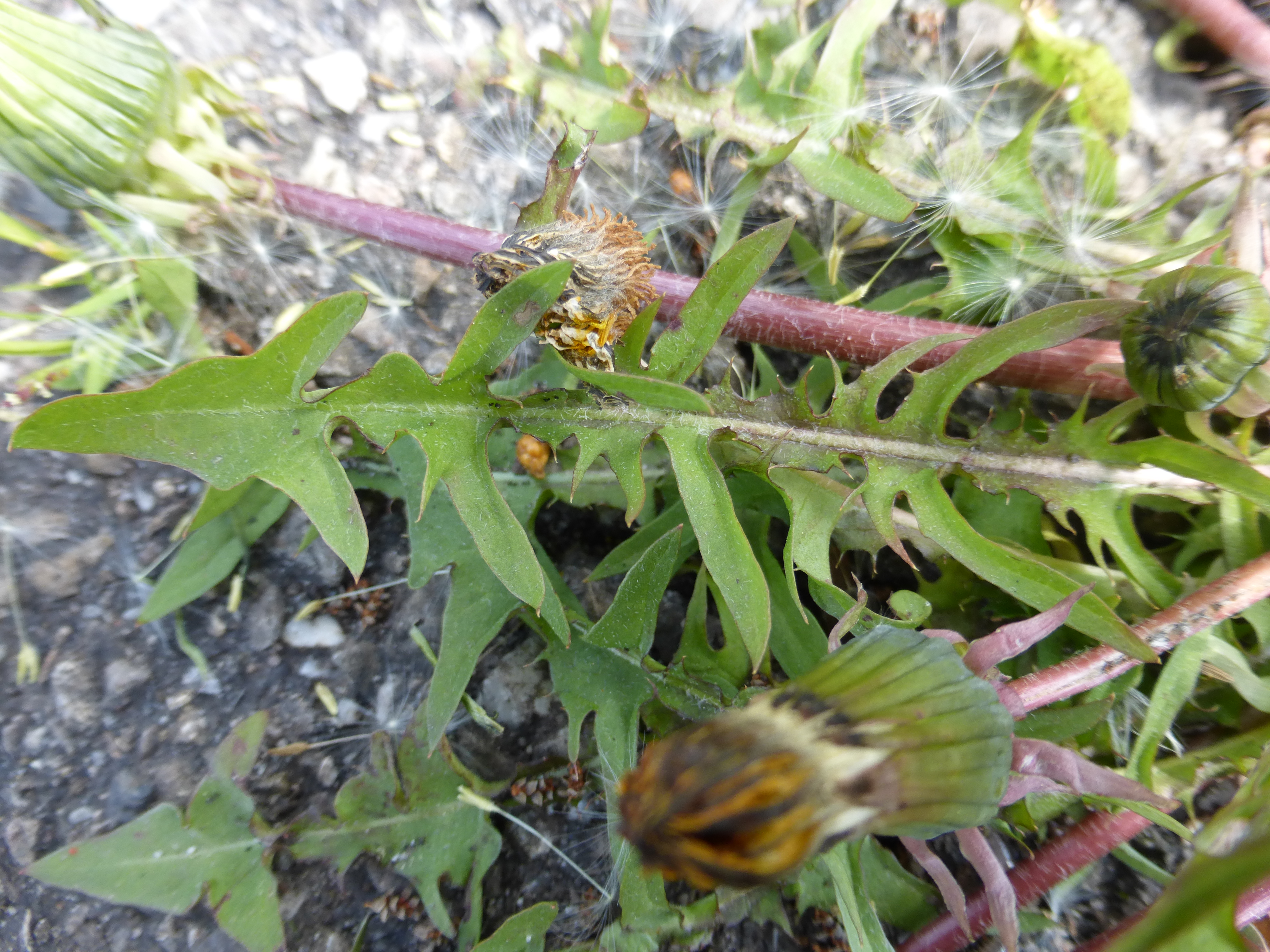
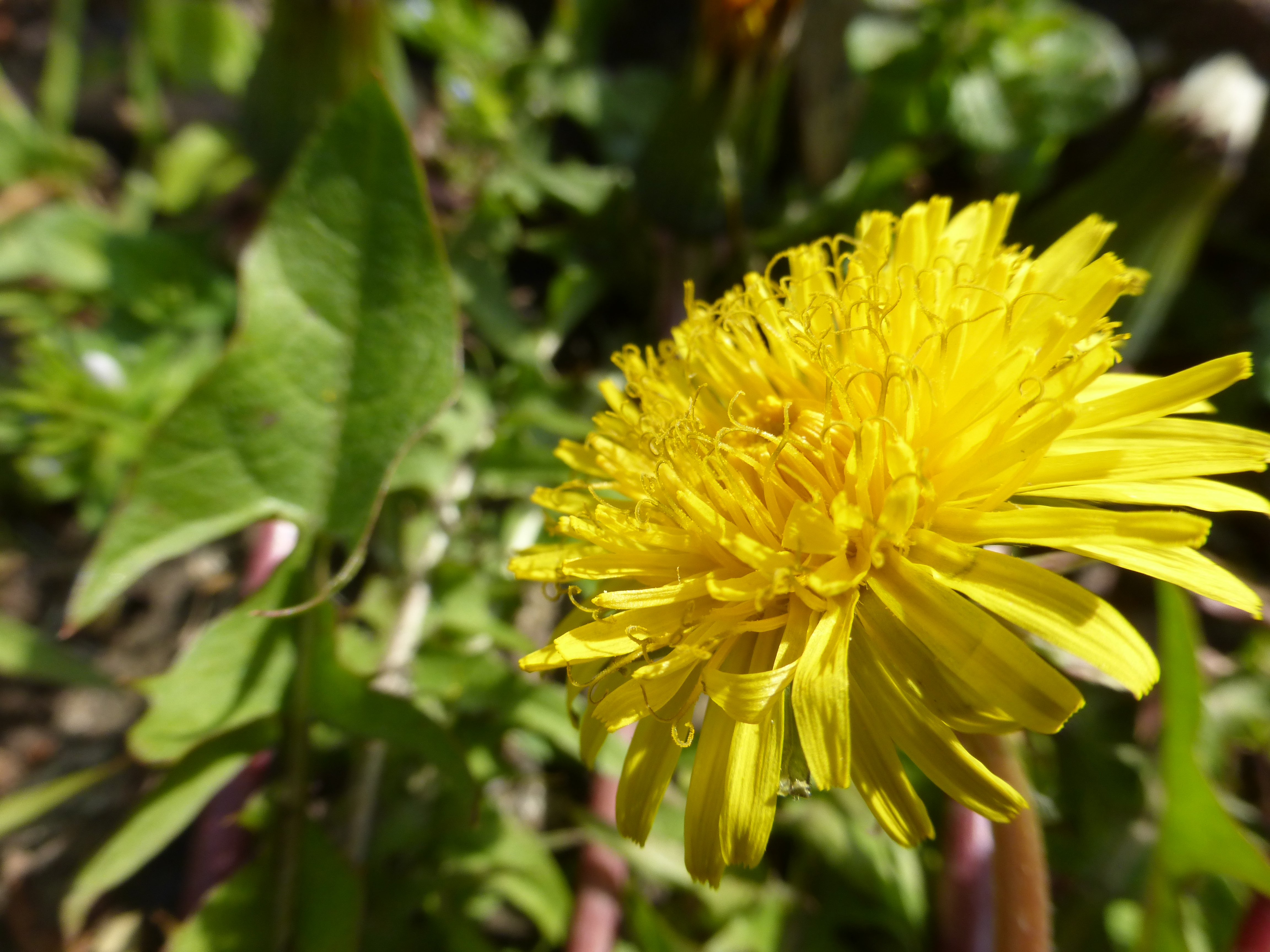